# Захарія Аструк

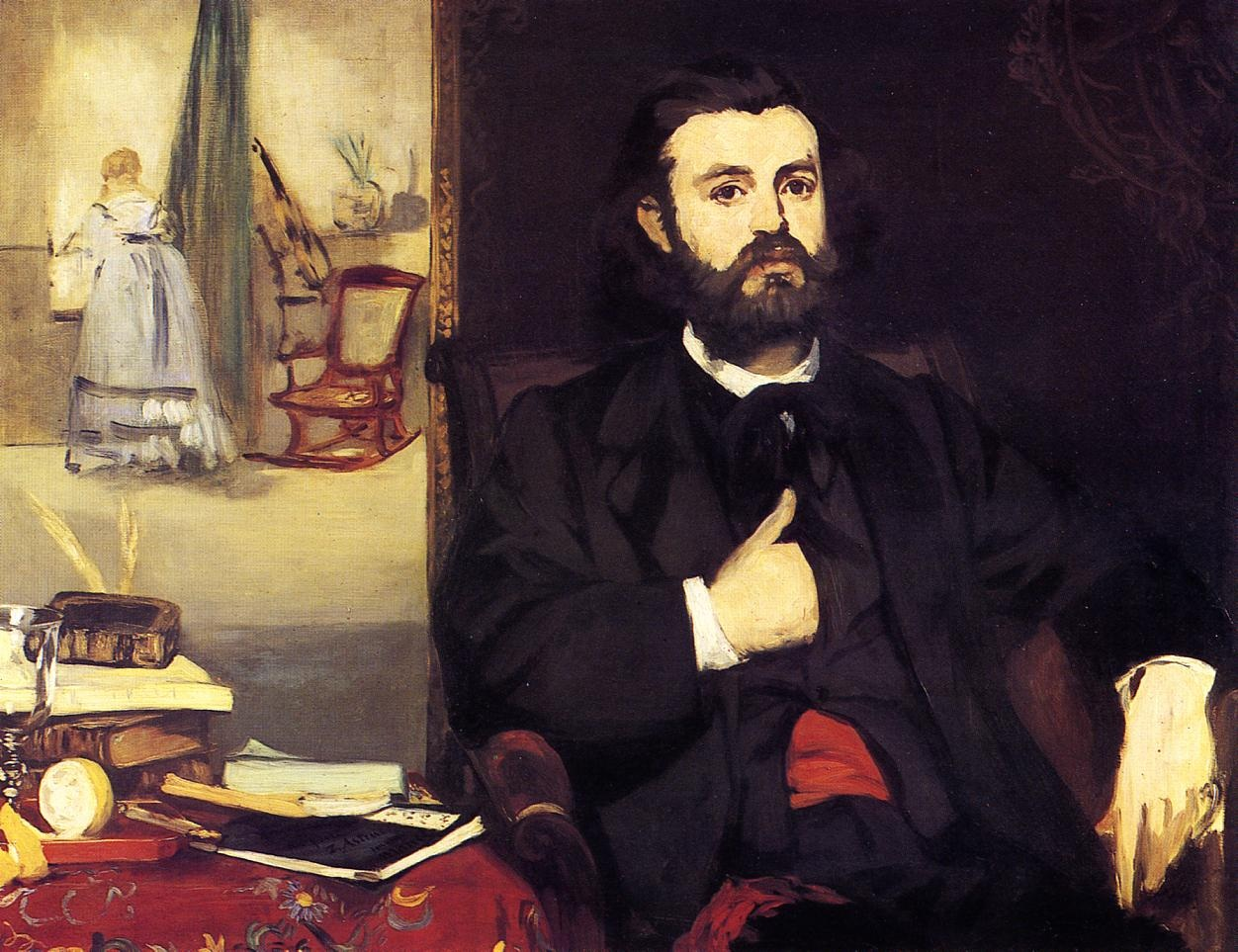
Портрет З. Аструка роботи Едуара Мане

Захарія Астру́к (фр. Zacharie Astruc; 8 лютого 1835, Анже — 24 травня 1907, Париж) — французький художник, журналіст, скульптор, композитор і поет.

## Життя і творчість
Спочатку працював журналістом і художнім критиком у журналах Echo du Nord (Ехо Півночі) і Pays (Батьківщина). Потім засновує в Ліллі журнал Mascarille (Маскарад), а 1872 року в Мадриді — французький журнал L'Espagne nouveau (Іспанські новини). Був також видавцем художньої літератури.
Всебічно обдарований, З. Аструк був помітною фігурою в паризькому культурному житті 2-ї половини XIX століття. Він був другом художника Анрі Фантен-Латура, через якого познайомився і потоваришував з Едуардом Мане. Аструк був одним з перших і найбільш послідовних прихильників творчості Мане, і створенню знакової картини Олімпія присвятив свій вірш.
З.Аструк був неодноразово зображений на картинах Е. Мане і Фантом-Латура, Мане написав також його портрет. Портрет З. Аструка створив і художник Фредерік Базиль. Аструк був дружній також з художником Каролюсом-Дюраном.
Особливий вплив на Аструка мало японське мистецтво і іспанський живопис, що проявилося в його полотнах. У 1874 році митець бере участь у першій виставці імпресіоністів. Пізніше більшу перевагу віддає скульптурі. Його «Продавець масок», виставлений у паризькому Люксембурзькому саду, є однією з найвідоміших робіт З. Аструка.

## Галерея

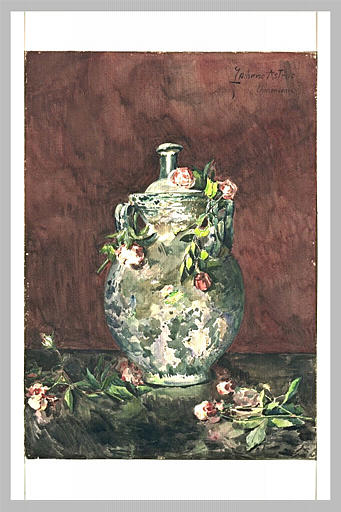
Зів'ялі троянди у вазі
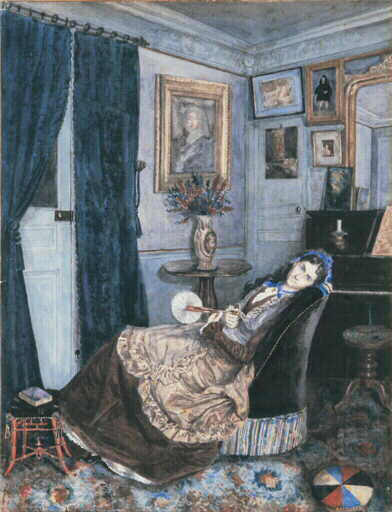
Паризькі інтер'єри
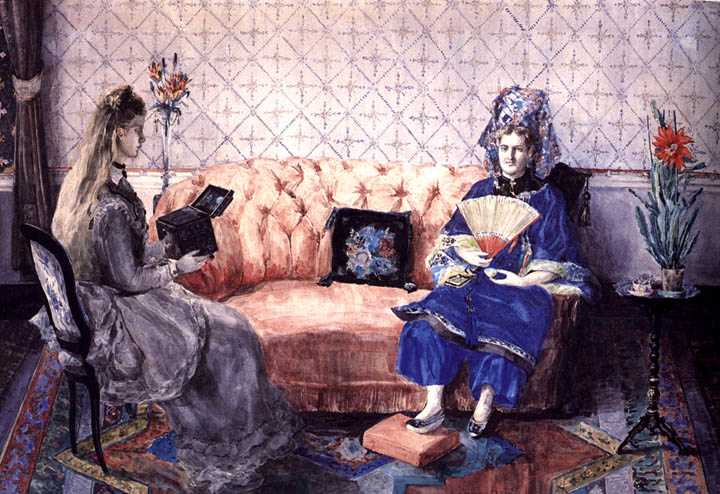
Подарунки Китаю
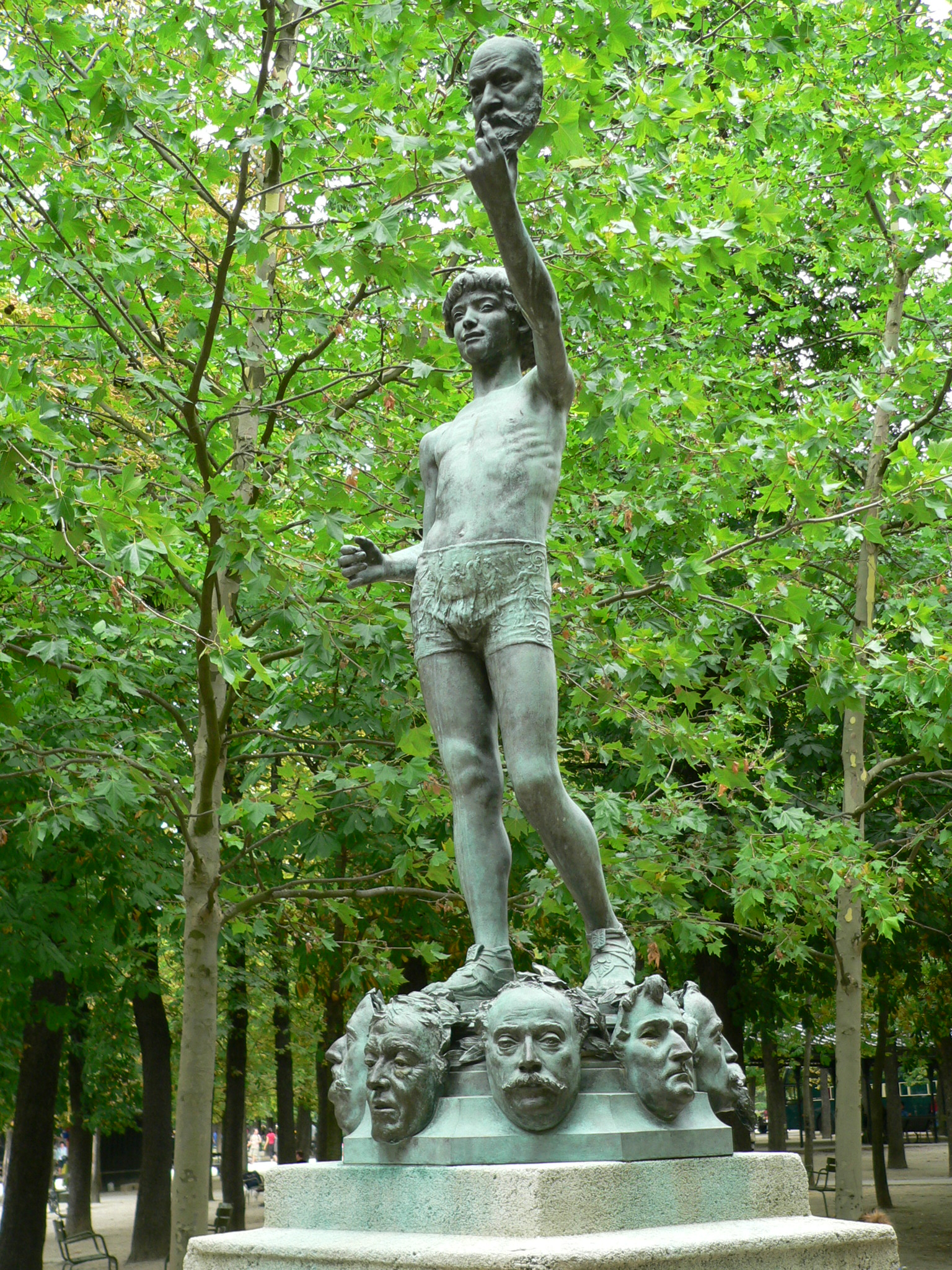
Торговець масками Люксембурзький сад